# Osterbruch
Osterbruch község Németországban, Alsó-Szászországban, a Cuxhaveni járásban. Lakosainak száma 462 fő (2023. december 31.).

## Népesség
| Lakosok száma | 502  | 486  | 483  | 477  | 474  | 462  |
|               | 2016 | 2017 | 2019 | 2021 | 2022 | 2023 |